# 圣安娜-杜里亚舒
圣安娜-杜里亚舒是巴西米纳斯吉拉斯州的一个市镇。总面积676.76平方公里，总人口4159人，人口密度6.1人/平方公里。